# Мейсце (Опольське воєводство)
Мейсце (пол. Miejsce, нім. Städtel) — село в Польщі, у гміні Сьверчув Намисловського повіту Опольського воєводства.
Населення — 260 осіб (2011).

## Демографія
Демографічна структура станом на 31 березня 2011 року:
|          | Загалом | Допрацездатний вік | Працездатний вік | Постпрацездатний вік |
| -------- | ------- | ------------------ | ---------------- | -------------------- |
| Чоловіки | 140     | 25                 | 104              | 11                   |
| Жінки    | 120     | 22                 | 73               | 25                   |
| Разом    | 260     | 47                 | 177              | 36                   |